# Norteños (pandilla)
Los Norteños son un grupo de pandillas de origen latinoamericano que operan sobre todo en el norte del estado estadounidense de California, los cuales están afiliados con Bloods, una pandilla afroamericana del estado de California  
Algunos individuos que viven en el Norte de California y que no son miembros de esta pandilla ni de otra pero que sienten una fuerte afiliación cultural con ella por pertenecer a dicha región del estado, también se suelen definir a sí mismos como norteños o, en inglés, Northeners. Los tradicional rivales de los norteños son los sureños.
En general se ha aceptado que la línea divisoria que separa a los norteños de los sureños es la comunidad de Bakersfield. Los Norteños se suelen referir a California septentrional simplemente mediante la palabra española “Norte Califas”.

## Historia
En 1968, los internos mexicano-estadounidenses encarcelados en las prisiones del estado de California se separaron en dos grupos rivales irreconciliables: los Norteños y Sureños, por la ubicación de sus respectivos pueblos, tomando como “línea divisoria” la localidad de Delano.
Los Norteños, quienes estaban afiliados con Nuestra Familia, eran enemigos carcelarios de los hispanos del Sur de California, los cuales estaban enrolados en la La Eme, más conocida como Mafia Mexicana. Mientras que La Eme había sido creada para proteger a los mexicanos que se encontraban en prisión, se percibía cierto grado de abuso de parte de la misma hacia latinos encarcelados provenientes de áreas de granjas rurales del norte de California.
La chispa que contribuyó a hacer estallar la guerra entre los Norteños y los miembros de la Mafia Mexicana fue el pretendido robo de unos zapatos de un norteño por parte de un individuo perteneciente  a La Eme. Este suceso aparentemente menor puso en movimiento la más larga guerra de pandillas en el estado de California.

## Operación Viuda Negra(Black Widow)
Las agencias federales estadounidenses de defensa de la ley, que durante mucho tiempo no habían logrado infiltrar a los Norteños, comenzaron a avanzar sus investigaciones sobre la pandilla a fines de la década de 1990. En los años 2000 y 2001, 22 miembros de esta pandilla fueron acusados formalmente bajo la denominada ley RICO (Racketeer Influenced and Corrupt Organizations) incluyendo varios que aparentemente prestaban sus servicios como líderes pandilleros de alto rango mientras se encontraban confinados en la prisión de Pelican Bay. Trece de los acusados se declararon culpables, mientras que los 9 restantes aún se encontraban enjuiciados. Dos de los procesados enfrentaban la posibilidad de ser condenados a la pena de muerte por haber ordenado homicidios relacionados al tráfico ilegal de drogas.
La más grande de las operaciones federales realizadas contra la pandilla fue la denominada Operación Viuda Negra (Operation Black Widow).

## Organización renovada
Como consecuencia de la Operación Viuda Negra, los cinco miembros de más alta jerarquía de los Norteños fueron transferidos a la prisión federal de máxima seguridad (supermax) de Florencia en el estado de Colorado.
La “constitución escrita” de los Norteños estipulaba que los líderes de la pandilla residen en la Prisión Estatal de Pelican Bay, en el estado de California; la reubicación de los líderes de la pandilla causó confusión entre sus “soldados” y una guerra de poder entre los eventuales aspirantes a “generales”. Tres individuos alcanzaron este último alto rango en Pelican Bay, aunque luego dos de ellos fueron degradados después de haber alcanzado dicho rango, quedando sólo a David Cervantes (también conocido por sus iniciales “DC”) como el miembro de más alto rango de la pandilla en California. El ascenso de Cervantes marcó el hecho de que por primera vez en décadas los Norteños tuvieron un único líder al mando de su organización criminal. Los restantes líderes de la organización que se encuentran en Pelican Bay son Daniel “Stork” Pérez, Anthony “Chuco” Guillén y George “Puppet” Franco. Mientras que se espera que todos los soldados y capitanes Norteños de California sigan las órdenes de Cervantes, un pequeño porcentaje de la pandilla se mantiene leal a los anteriores generales y capitanes de mayor antigüedad encarcelados en el estado de Colorado.
Arnold Schwarzenegger, quien fuese gobernador del estado de California entre el 17 de noviembre de 2003 y el 3 de enero de 2011, se ha quejado que mantener a los cinco líderes restantes de la pandilla encarcelados en la misma prisión, continúa agregando contribuyendo a la violencia pandillera en aquel estado, y que por el contrario ellos deberían estar alojados en diferentes cárceles.
Mientras que los miembros reconocidos líderes Norteños detenidos en Pelican Bay les piden a los miembros que respeten la autoridad de los antiguos líderes, han sido efectivamente despojados de su autoridad. Los antiguos líderes incluyen a James "Tibbs" Morado, Joseph "Pinky" Hernández, Gerald "Cuete" Rubalcaba, Cornelio Tristán y Tex Marín Hernández.

## Símbolos y cultura
Los emblemas e indumentaria de los Norteños están basadas en el color rojo.
Las típicas prendas norteñas pueden incluir el color rojo, incluyendo un cinto, zapatos o zapatillas y cordones de ese color. También favorecen el uso de vestimenta que muestre la simbología de determinados equipos deportivos, tales como los Nebraska Cornhuskers football, UNLV, K-Swiss y San Francisco 49ers.
Los Norteños se suelen referir a sí mismos y relacionar entre ellos mediante el uso del término “Ene”, por el nombre de la letra inicial de su pandilla. También usan el número 14 en sus tatuajes y graffiti, debido a que la N es la decimocuarta letra del alfabeto latino. El nombre de la pandilla suele aparecer escrita como “X4” o, en números romanos (XIV). Algunos Norteños se tatúan a sí mismos cuatro puntos. Los Norteños también han adoptado imágenes propias del movimiento sindicalista mexicano-estadounidense, tales como el sombrero, el machete y el “Ave de la huelga”, símbolos pertenecientes a la agrupación gremial United Farm Workers.
Los Norteños se refieren despectiva o peyorativamente a cualquiera de sus rivales Sureños como Scrap o Sur [Sewer] Rat (haciendo un juego de palabras entre la palabra española “Sur” y la pronunciación en inglés de sewer, “alcantarilla” o “albañal”), mientras que un sureño se suele referir a un norteño como Buster o Chap (chapete).